# Färöische Volleyballmeisterschaft der Männer
Die Färöische Volleyballmeisterschaft der Männer wird auf den Färöern seit 1969 ausgetragen. Die erste Meisterschaft wurde in der 1. deild (deutsch 1. Liga) ausgespielt, 1980 folgte als Unterbau die 2. deild, von 1982 bis 1996 existierte zudem die 3. deild. 1986 wurde die erste Liga in Meistaradeildin (deutsch: Meisterliga) umbenannt, von 2009 bis 2016 trug die Liga den Namen Eik-ligan aufgrund des Sponsorings der Eik Banki. Im Zuge der erstmaligen Umbenennung wurde aus der 2. deild die 1. deild. Seit 2022 werden die Spiele in der FøroyaTele Deildin ausgetragen. Neben der Meisterschaft wird seit 2000 auch ein Pokal ausgespielt.

## Aktueller Modus
Es treten fünf Mannschaften an 20 Spieltagen von Oktober bis April gegeneinander an, so dass jedes Team insgesamt vier Mal gegen jedes andere spielt. Für einen 3:0- oder 3:1-Sieg gibt es drei Punkte, für einen 3:2-Sieg zwei Punkte und für eine 2:3-Niederlage einen Punkt. Die beiden punktbesten Mannschaften tragen zum Abschluss zwei Finalspiele aus, der Sieger steht als Meister fest. Unterhalb der ersten Liga gibt es die 1. deild, welche 2023/24 aus einer A-, vier B- und drei C-Mannschaften bestand.

## Bisherige Meister
| - 1969: FS - 1970: NFL - 1971: HB Tórshavn - 1972: NFL - 1973: FS - 1974: NFL - 1975: FS - 1976: HB Tórshavn - 1977: HB Tórshavn - 1978: HB Tórshavn - 1979: NFL - 1980: FS - 1981: Fleyr Tórshavn - 1982: Fleyr Tórshavn - 1983: Fleyr Tórshavn - 1984: Fleyr Tórshavn - 1985: Mjølnir Klaksvík - 1986: Mjølnir Klaksvík - 1987: Mjølnir Klaksvík | - 1988: Mjølnir Klaksvík - 1989: ÍF Fuglafjørður - 1990: Fleyr Tórshavn - 1991: Fleyr Tórshavn - 1992: Fleyr Tórshavn - 1993: Fleyr Tórshavn - 1994: Mjølnir Klaksvík - 1995: Fleyr Tórshavn - 1996: Mjølnir Klaksvík - 1997: Fram Tórshavn - 1998: Mjølnir Klaksvík - 1999: ÍF Fuglafjørður - 2000: Fleyr Tórshavn - 2001: ÍF Fuglafjørður - 2002: Fram Tórshavn - 2003: ÍF Fuglafjørður - 2004: Mjølnir Klaksvík - 2005: SÍ Sørvágur - 2006: Fleyr Tórshavn | - 2007: ÍF Fuglafjørður - 2008: SÍ Sørvágur - 2009: ÍF Fuglafjørður - 2010: SÍ Sørvágur - 2011: ÍF Fuglafjørður - 2012: SÍ Sørvágur - 2013: ÍF Fuglafjørður - 2014: ÍF Fuglafjørður - 2015: ÍF Fuglafjørður - 2016: SÍ Sørvágur - 2017: SÍ Sørvágur - 2018: ÍF Fuglafjørður - 2019: Mjølnir Klaksvík - 2020: Mjølnir Klaksvík - 2021: Mjølnir Klaksvík - 2022: Mjølnir Klaksvík - 2023: Mjølnir Klaksvík - 2024: Mjølnir Klaksvík |

## Rekordmeister
| Titel | Mannschaft       | Saisons                                                                            |
| ----- | ---------------- | ---------------------------------------------------------------------------------- |
| 14    | Mjølnir Klaksvík | 1985, 1986, 1987, 1988, 1994, 1996, 1998, 2004, 2019, 2020, 2021, 2022, 2023, 2024 |
| 11    | Fleyr Tórshavn   | 1981, 1982, 1983, 1984, 1990, 1991, 1992, 1993, 1995, 2000, 2006                   |
| 11    | ÍF Fuglafjørður  | 1989, 1999, 2001, 2003, 2007, 2009, 2011, 2013, 2014, 2015, 2018                   |
| 06    | SÍ Sørvágur      | 2005, 2008, 2010, 2012, 2016, 2017                                                 |
| 04    | HB Tórshavn      | 1971, 1976, 1977, 1978                                                             |
| 04    | NFL              | 1970, 1972, 1974, 1979                                                             |
| 04    | FS               | 1969, 1973, 1975, 1980                                                             |
| 02    | Fram Tórshavn    | 1997, 2002                                                                         |

## Teilnehmer 2023/24
- Fleyr Tórshavn
- ÍF Fuglafjørður
- Mjølnir Klaksvík
- SÍ Sørvágur
- Flogbóltsfelaðið Ternan